# Загайпільська сільська рада
| Загайпільська сільська рада — орган місцевого самоврядування у Коломийському районі Івано-Франківської області з адміністративним центром у с. Загайпіль. Історична дата утворення: в 1940 році. Водоймища на території, підпорядкованій даній раді: річка Турка. Сільській раді підпорядковані населені пункти: - с. Загайпіль - с. Кобилець - с. Назірна |

## Склад ради
Рада складається з 18 депутатів та голови.

### Керівний склад ради
| ПІБ                            | Основні відомості                                                 | Дата обрання | Дата звільнення |
| ------------------------------ | ----------------------------------------------------------------- | ------------ | --------------- |
| Фелісеєв Микола Васильович     | Сільський голова, 1947 року народження, освіта, безпартійний      | 26.03.2006   | 31.10.2010      |
| Шинкарук Олександра Олексіївна | Сільський голова, 1961 року народження, освіта вища, позапартійна | 27.05.2012   |                 |

Примітка: таблиця складена за даними джерела